# Yuji Wakasa
Yuji Wakasa (輪笠 祐士 Wakasa Yuji?), född 9 februari 1996 i Tokyo prefektur, är en japansk fotbollsspelare.
Wakasa började sin karriär 2018 i Fukushima United FC. Han spelade 63 ligamatcher för klubben. 2020 flyttade han till Blaublitz Akita.